# Wikipédia en bas allemand
Wikipédia en bas allemand (en bas allemand : Plattdüütsche Wikipedia) est l’édition de Wikipédia en bas allemand (ou bas saxon), langue germano-néerlandaise principalement parlée en Allemagne. L'édition est lancée en avril 2003. Son code est : nds.
Au 20 mars 2025, l'édition en bas allemand contient 85 281 articles et compte 57 007 contributeurs, dont 47 contributeurs actifs et 3 administrateurs.
Le bas saxon des Pays-Bas est le bas allemand ou bas saxon parlé aux Pays-Bas. Il dispose de sa propre édition de Wikipédia qui compte 8 003 articles.

## Présentation

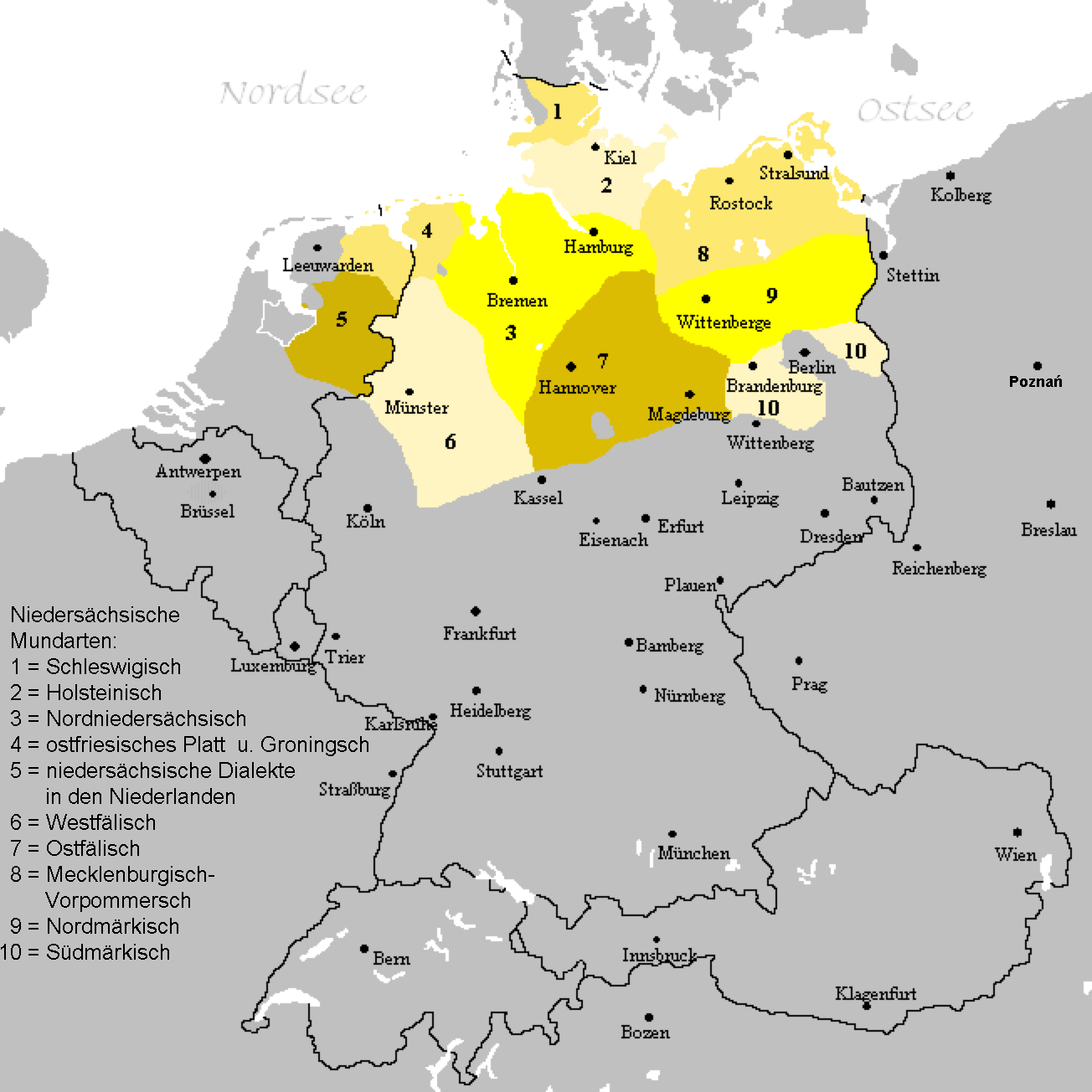
Localisation, depuis 1945, des différents dialectes bas allemands.

## Statistiques
- En septembre 2010, l'édition en bas allemand compte quelque 16 400 articles et 3 500 utilisateurs enregistrés.
- Le 22 septembre 2022, elle contient 83 974 articles et compte 49 276 contributeurs, dont 43 contributeurs actifs et 4 administrateurs.
- Le 23 août 2024, elle contient 85 044 articles et compte 55 191 contributeurs, dont 61 contributeurs actifs et 4 administrateurs.